# Територія Російської імперії станом на 1914 рік

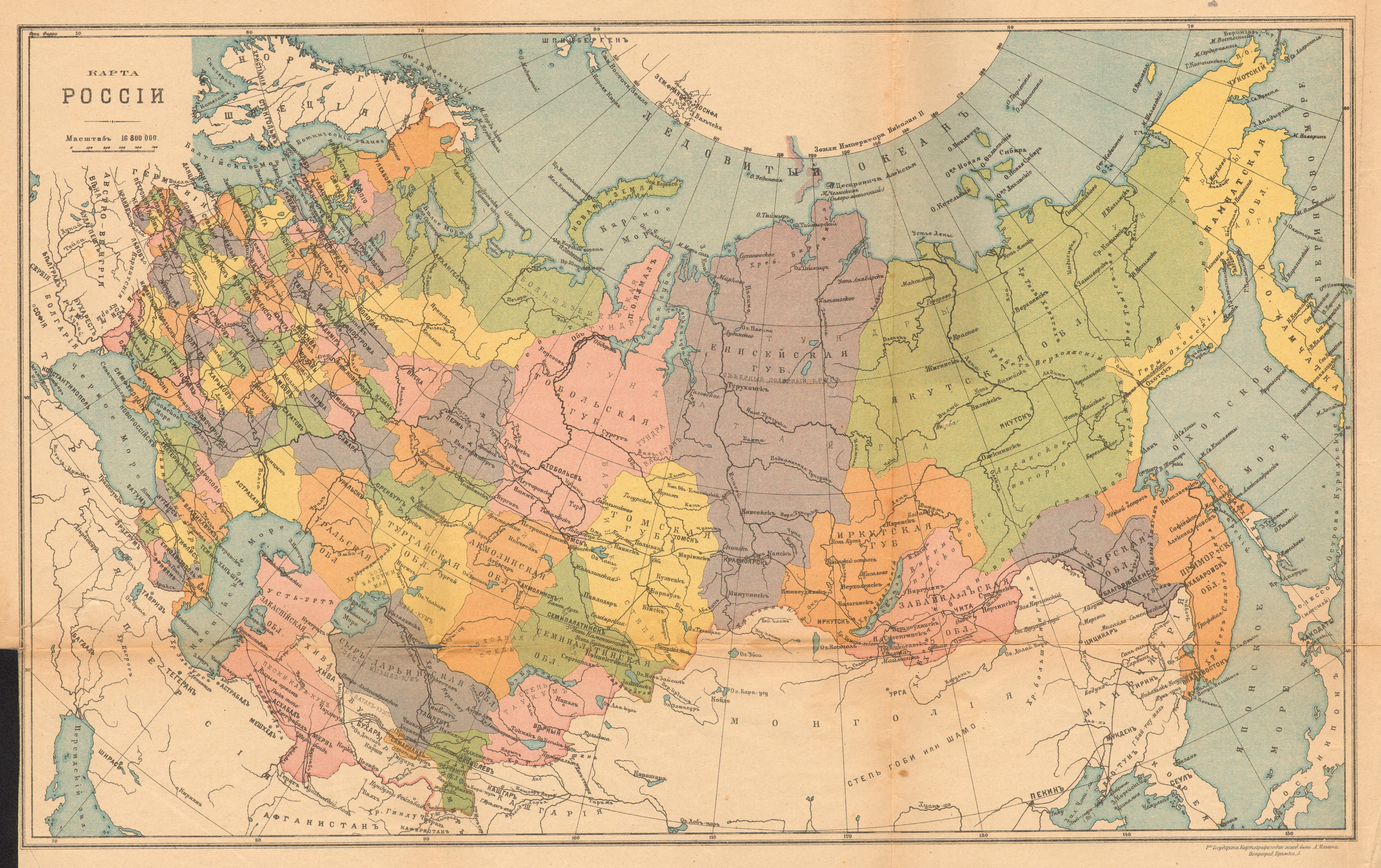
Карта Російської імперії 1914 (Петроград, друкарня Олексія Ільїна)

Територія Російської імперії станом на 1914 — короткий опис володінь (території) Російської імперії, станом на 1914 рік.
До 1914 року протяжність території Російської імперії становила з півночі на південь 4383,2 версти (4675,9 км) і зі сходу на захід — 10 060 верст (10 732,3 км). Загальна довжина сухопутних та морських кордонів дорівнювала 64 909,5 верстам (69 245 км), з яких на частку сухопутних кордонів припадало 18 639,5 верст (19) 941,5 км), а на морські кордони — близько 46 270 верст (49) 360,4 км.
Ці дані обчислені за топографічними картами наприкінці 80-х років ХІХ століття генерал-майором Генерального Штабу Іваном Стрельбицьким, з деякими наступними уточненнями використовувалися у всіх дореволюційних виданнях Росії. Доповнені матеріалами Центрального Статистичного Комітету (ЦСК) МВС, ці дані дають досить повне уявлення про територію, адміністративний поділ, розміщення міст і населених пунктів Російської імперії.

## Територія та розміщення населених пунктів
| Розподіл території, міст та населених пунктів за адміністративними одиницями Російської імперії на 1 січня 1914 р. | Розподіл території, міст та населених пунктів за адміністративними одиницями Російської імперії на 1 січня 1914 р. | Розподіл території, міст та населених пунктів за адміністративними одиницями Російської імперії на 1 січня 1914 р. | Розподіл території, міст та населених пунктів за адміністративними одиницями Російської імперії на 1 січня 1914 р. | Розподіл території, міст та населених пунктів за адміністративними одиницями Російської імперії на 1 січня 1914 р. | Розподіл території, міст та населених пунктів за адміністративними одиницями Російської імперії на 1 січня 1914 р. | Розподіл території, міст та населених пунктів за адміністративними одиницями Російської імперії на 1 січня 1914 р. |
| Губернії, області, округи                                                                                          | Територія (без значних внутрішніх вод) квадратних верст                                                            | Число міст | Число посадів | Число інших поселень                                                                                               | Число сільських общин                                                                                              | |
| --- | --- | --- | --- | --- | --- | --- |
| Європейська Росія                                                                                                  | | | | | | |
| 1. | Архангельська | 742050,7 | 9 | 4 | 3240 | 334 |
| 2. | Астраханська | 207193,3 | 5 | — | 1223 | 224 |
| 3. | Бесарабська | 19014,9 | 12 | 3 | 3573 | 1959 |
| 4. | Віленська | 36825,3 | 10 | 1 | 23103 | 965 |
| 5. | Вітебська | 38649,5 | 12 | — | 22331 | 998 |
| 6. | Владімирська | 42831,8 | 15 | 1 | 8287 | 4270 |
| 7. | Вологодська | 353349,4 | 12 | 1 | 14772 | 1636 |
| 8. | Волинська | 63036,8 | 12 | — | 9682 | 2881 |
| 9. | Воронезька | 57902,0 | 12 | — | 5055 | 2195 |
| 10. | В'ятська | 135019,7 | 12 | — | 22743 | 3126 |
| 11. | Гродненська | 33900,8 | 25 | — | 9370 | 2321 |
| 12. | Донська | 144586,1 | 5 | 1 | 7331 | 2371 |
| 13. | Катеринославська                                                                                                   | 55705,6 | 10 | — | 4941 | 2032 |
| 14. | Казанська | 55954,8 | 13 | 2 | 5868 | 3620 |
| 15. | Калузька | 27177,9 | 14 | — | 6347 | 3569 |
| 16. | Київська | 44777,9 | 12 | — | 7344 | 2035 |
| 17. | Ковенська | 35315,5 | 9 | — | 24641 | 923 |
| 18. | Костромська | 73809,1 | 17 | 3 | 14078 | 1988 |
| 19. | Курляндська | 23747,2 | 22 | — | 24496 | 221 |
| 20. | Курська | 40821,1 | 18 | — | 6608 | 3947 |
| 21. | Ліфляндська | 39995,5 | 10 | 1 | 51436 | 436 |
| 22. | Мінська | 80152,3 | 11 | — | 13607 | 1718 |
| 23. | Могильовська | 42134,6 | 13 | — | 8394 | 2057 |
| 24. | Московська | 29236,4 | 14 | 2 | 7613 | 3718 |
| 25. | Нижньогородська | 45036,7 | 13 | — | 4778 | 3227 |
| 26. | Новгородська | 104163,4 | 11 | 3 | 11697 | 4949 |
| 27. | Олонецька | 112322,0 | 7 | — | 3952 | 381 |
| 28. | Оренбурзька | 166710,9 | 6 | 1 | 2362 | 1439 |
| 29. | Орловська | 41057,7 | 12 | — | 7426 | 4307 |
| 30. | Пензенська | 34129,1 | 13 | — | 2806 | 2470 |
| 31. | Пермська | 290168,7 | 15 | — | 12621 | 3540 |
| 32. | Санкт-Петербурзька                                                                                                 | 39203,2 | 14 | — | 6116 | 1476 |
| 33. | Подольська | 36921,7 | 17 | — | 7265 | 2024 |
| 34. | Полтавська | 43844,0 | 17 | — | 9380 | 3081 |
| 35. | Псковська | 37955,7 | 10 | 2 | 17338 | 1700 |
| 36. | Рязанська | 36844,7 | 12 | — | 9315 | 5257 |
| 37. | Самарська | 132724,5 | 8 | 1 | 6174 | 2071 |
| 38. | Саратовська | 74244,8 | 10 | 1 | 4693 | 2565 |
| 39. | Симбірська | 43491,0 | 8 | 1 | 3593 | 2512 |
| 40. | Смоленська | 49212,2 | 12 | — | 14472 | 4265 |
| 41. | Таврійська | 53053,8 | 19 | — | 4543 | 673 |
| 42. | Тамбовська | 58511,0 | 13 | — | 6159 | 3575 |
| 43. | Тверська | 56837,0 | 13 | 2 | 11696 | 4259 |
| 44. | Тульська | 27204,4 | 12 | — | 6008 | 4483 |
| 45. | Уфимська | 107209,7 | 6 | — | 4379 | 2802 |
| 46. | Харківська | 47884,8 | 17 | — | 954 | 1895 |
| 47. | Херсонська | 62213,2 | 19 | 7 | 7397 | 2252 |
| 48. | Холмська | 11863,1 | 11 | — | 2524 | 1365 |
| 49. | Чернігівська | 46042,3 | 23 | 13 | 5761 | 3931 |
| 50. | Естляндська | 17306,3 | 5 | — | 16274 | — |
| 51. | Ярославська | 31230,7 | 11 | 1 | 10891 | 1794 |
| Разом по Європейській Росії                                                                                        | Разом по Європейській Росії                                                                                        | 4250574,8 | 638 | 51 | 511599 | 121837 |
| | | | | | | |
| Привіслінські губернії                                                                                             | | | | | | |
| 1. | Варшавська | 15359,2 | 22 | — | 7111 | 4438 |
| 2. | Калишська | 9961,3 | 13 | — | 5107 | 3644 |
| 3. | Келецька | 8868,6 | 7 | — | 3083 | 2109 |
| 4. | Ломжинська | 10441,9 | 8 | — | 3589 | 2469 |
| 5. | Люблинська | 14331,1 | 14 | — | 4163 | 2373 |
| 6. | Петроковська | 10763,4 | 12 | — | 5125 | 2938 |
| 7. | Плоцька | 8287,3 | 9 | — | 3757 | 2052 |
| 8. | Радомська | 10854,0 | 10 | — | 3780 | 2792 |
| 9. | Сувалкська | 10824,3 | 10 | — | 5135 | 2008 |
| Разом по Привіслінським губерніям                                                                                  | Разом по Привіслінським губерніям                                                                                  | 99691,1 | 105 | — | 40850 | 24823 |
| | | | | | | |
| Кавказ | | | | | | |
| 1. | Бакинська | 34276,5 | 6 | — | 1210 | 458 |
| 2. | Батумська | 6129,4 | 1 | — | 472 | 22 |
| 3. | Дагестанська | 26105,7 | 3 | — | 1222 | 546 |
| 4. | Єлисаветпольська                                                                                                   | 38667,8 | 3 | — | 1556 | 204 |
| 5. | Карська | 16475,2 | 4 | — | 845 | 968 |
| 6. | Кубанська | 83394,4 | 5 | — | 428 | 419 |
| 7. | Кутаїська | 18535,1 | 4 | — | 1031 | 205 |
| 8. | Сухумський округ                                                                                                   | 5791,8 | 1 | — | 146 | 182 |
| 9. | Ставропольська | 47723,0 | 2 | — | 833 | 158 |
| 10. | Терська | 64069,9 | 6 | — | 1206 | 325 |
| 11. | Тифліська | 35904,3 | 7 | 1 | 2221 | 296 |
| 12. | Закатальский округ                                                                                                 | 3502,2 | 1 | — | 106 | 31 |
| 13. | Черноморська | 7327,3 | 3 | 2 | 59 | 69 |
| 14. | Ериванська | 24408,2 | 5 | — | 1301 | 111 |
| Разом по Кавказу                                                                                                   | Разом по Кавказу                                                                                                   | 412310,8 | 51 | 3 | 12636 | 3994 |
| | | | | | | |
| Сибір | | | | | | |
| 1. | Амурська | 352280,6 | 1 | — | 259 | 325 |
| 2. | Єнісейська | 2233929,5 | 6 | — | 1464 | 1639 |
| 3. | Забайкальська | 542339,1 | 7 | — | 791 | 951 |
| 4. | Іркутська | 638198,2 | 6 | — | 2336 | 579 |
| 5. | Камчатська | 1143410,8 | 3 | — | 248 | — |
| 6. | Приморська | 477259,6 | 3 | — | 849 | 819 |
| 7. | Сахалінська | 162588,0 | 1 | — | 217 | 157 |
| 8. | Тобольська | 1219229,7 | 10 | — | 4760 | 2609 |
| 9. | Томська | 744576,7 | 9 | — | 3353 | 3194 |
| 10. | Якутська | 3482533,3 | 5 | — | 337 | 383 |
| Разом по Сибіру | Разом по Сибіру | 10996345,5 | 51 | — | 14614 | 10656 |
| | | | | | | |
| Туркестан та Степові області                                                                                       | | | | | | |
| 1. | Акмолінська | 512221,8 | 5 | — | 579 | 1182 |
| 2. | Закаспійська | 535084,0 | 3 | — | 979 | 324 |
| 3. | Самаркандська | 60597,6 | 6 | — | 2785 | 413 |
| 4. | Семипалатинська | 405819,0 | 6 | — | 608 | 1094 |
| 5. | Семиреченська | 328966,1 | 6 | — | 679 | 1526 |
| 6. | Сир-Дар'їнська | 441837,2 | 7 | — | 1851 | 1310 |
| 7. | Тургайська | 386502,8 | 4 | — | 379 | 683 |
| 8. | Уральська | 313328,2 | 4 | — | 474 | 849 |
| 9. | Ферганська | 126267,0 | 7 | — | 1260 | 657 |
| Разом по Туркестану та Степовим областям                                                                           | Разом по Туркестану та Степовим областям                                                                           | 3110623,7 | 48 | — | 9594 | 8038 |
| | | | | | | |
| Фінляндію | | | | | | |
| 1. | Або-Б'єрнеборзька                                                                                                  | 20310,4 | 6 | — | 3388 | — |
| 2. | Вазаська | 33520,9 | 7 | — | 512 | — |
| 3. | Виборзька | 26757,8 | 6 | — | 1828 | — |
| 4. | Куопіоська | 29906,3 | 3 | — | 674 | — |
| 5. | Нюландська | 9726,5 | 5 | — | 1298 | — |
| 6. | Сент-Михельська | 12706,3 | 3 | — | 676 | — |
| 7. | Тавастгуська | 15560,4 | 3 | — | 1258 | — |
| 8. | Улеаборська | 137553,2 | 5 | — | 354 | — |
| Разом по Фінляндії                                                                                                 | Разом по Фінляндії                                                                                                 | 286041,8 | 38 | — | 9988 | — |
| | | | | | | |
| Разом по Імперії                                                                                                   | Разом по Імперії                                                                                                   | 19155587,7 | 931 | 54 | 599281 | 169348 |
| Без Фінляндії | Без Фінляндії | 18869545,9 | 893 | 54 | 589293 | 169348 |

### Територія Росії та інших держав
| Територія Росії та інших держав (з їхніми колоніями) | Територія Росії та інших держав (з їхніми колоніями) | Територія Росії та інших держав (з їхніми колоніями) | Територія Росії та інших держав (з їхніми колоніями) |
| Держава                                              | Територія кв. верст                                  | Держава                                              | Територія кв. верст                                  |
| ---------------------------------------------------- | ---------------------------------------------------- | ---------------------------------------------------- | ---------------------------------------------------- |
| Британська імперія                                   | 25 437 856                                           | Королівство Італія                                   | 699 687                                              |
| Російська імперія                                    | 19 155 588                                           | Королівство Іспанія                                  | 630 299                                              |
| Франція                                              | 10 127 399                                           | Австро-Угорщина                                      | 550 162                                              |
| Китайська імперія                                    | 9 793 293                                            | Японська імперія                                     | 400 202                                              |
| Північноамериканські штати Америки (США)             | 8 547 995                                            | Королівство Швеція                                   | 393 326                                              |
| Німецька імперія                                     | 2 757 057                                            | Королівство Норвегія                                 | 286 170                                              |
| Османська імперія                                    | 2 330 078                                            | Королівство Данія                                    | 125 024                                              |
| Португальське королівство                            | 1 917 578                                            | Греція                                               | 45 129                                               |
| Королівство Нідерланди                               | 1 826 691                                            | Швейцарія                                            | 36 413                                               |

## Адміністративний поділ до 1914 року
За адміністративно-територіальним устроєм Російська імперія до 1914 року включала 78 губерній, 21 областей та 2 самостійних округів. Губернії та області поділялися на 777 повітів та округів, а також у Фінляндії на 51 парафію. Повіти, округи та парафії, у свою чергу, поділялися на стани, відділи та дільниці (всього 2523), а також 274 ленсманства у Фінляндії.
Важливі у військово-політичному плані території (столичні та прикордонні) були об'єднані у намісництва та генерал-губернаторства. Деякі міста були виділені в особливі адміністративні одиниці — градоначальництва.

### Намісництво
1. Кавказьке (Бакінська, Єлисаветпольська, Кутаїська, Тифліська, Чорноморська та Еріванська губернії, Батумська, Дагестанська, Карська, Кубанська та Терська області, Закатальський та Сухумський округи, Бакинське містоначальництво).

### Генерал-губернаторства
1. Московське (м. Москва та Московська губернія)
2. Варшавське (9 Привіслинських губерній)
3. Київське, Подільське та Волинське (Київська, Подільська та Волинська губернії)
4. Іркутське (Іркутська та Єнісейська губернії, Забайкальська та Якутська області)
5. Приамурське (Амурська, Камчатська, Приморська та Сахалінська області)
6. Степове (Акмолінська та Семипалатинська області)
7. Туркестанське (Закаспійська, Самаркандська, Семиріченська, Сир-Дар'їнська та Ферганська області)
8. Фінляндське (8 Фінляндських губерній)

### Військове губернаторство
1. Кронштадтське

### Містоначальництва
1. Санкт-Петербурзьке
2. Московське
3. Севастопольське
4. Керч-Єнікальське
5. Одеське
6. Миколаївське
7. Ростовське-на-Дону
8. Бакинське

## Інші поділи
Російська імперія також поділялася на відомчі округи, що складалися з різного числа губерній та областей: 13 військових, 14 судових, 15 навчальних, 30 поштово-телеграфних, 9 митних округів та 9 округів Міністерства шляхів сполучення.